# Olimpia Carlisi
Olimpia Carlisi, född 29 december 1946 i Campi Bisenzio, Toscana, är en italiensk skådespelerska.

## Roller i urval
- 1968 – I visionari
- 1970 – Moment 22
- 1974 – Leva tillsammans
- 1976 – Fellinis Casanova
- 1981 – From the Clouds to the Resistance
- 1981 – La tragedia di un uomo ridicolo
- 1985 – Rendez-vous
- 2003 – La finestra di fronte